# NBA Playoffs 1967
Gli NBA Playoffs 1967 si conclusero con la vittoria dei Philadelphia 76ers (campioni della Eastern Division) che sconfissero i campioni della Western Division, i San Francisco Warriors.

## Squadre qualificate

### Eastern Division
1. Philadelphia 76ers
2. Boston Celtics
3. Cincinnati Royals
4. N.Y. Knicks

### Western Division
1. S.F. Warriors
2. St. Louis Hawks
3. L.A. Lakers
4. Chicago Bulls

## Tabellone
|  | Semifinali Division | Semifinali Division  | Semifinali Division  |                      |                      | Finali Division      | Finali Division | Finali Division |  |  | NBA Finals | NBA Finals | NBA Finals |  |
|  |                     |                      |                      |                      |                      |                      |                 |                 |  |  |            |            |            |  |
|  | 1                   | S.F. Warriors *      | 3                    |                      |                      |                      |                 |                 |  |  |            |            |            |  |
|  | 1                   | S.F. Warriors *      | 3                    |                      |                      |                      |                 |                 |  |  |            |            |            |  |
|  | 3                   | L.A. Lakers          | 0                    |                      |                      |                      |                 |                 |  |  |            |            |            |  |
|  | 3                   | L.A. Lakers          | 0                    |                      | S.F. Warriors *      | S.F. Warriors *      | 4               |                 |  |  |            |            |            |  |
|  |                     |                      |                      |                      | S.F. Warriors *      | S.F. Warriors *      | 4               |                 |  |  |            |            |            |  |
|  |                     |                      | St. Louis Hawks      | St. Louis Hawks      | 2                    |                      |                 |                 |  |  |            |            |            |  |
|  | 4                   | Chicago Bulls        | St. Louis Hawks      | St. Louis Hawks      | 2                    | 0                    |                 |                 |  |  |            |            |            |  |
|  | 4                   | Chicago Bulls        |                      |                      |                      |                      |                 |                 |  |  |            |            |            |  |
|  | 2                   | St. Louis Hawks      | 3                    |                      |                      |                      |                 |                 |  |  |            |            |            |  |
|  | 2                   | St. Louis Hawks      | 3                    |                      | S.F. Warriors *      | S.F. Warriors *      | 2               |                 |  |  |            |            |            |  |
|  |                     |                      |                      |                      |                      |                      |                 |                 |  |  |            |            |            |  |
|  |                     |                      | Philadelphia 76ers * | Philadelphia 76ers * | 4                    |                      |                 |                 |  |  |            |            |            |  |
|  | 1                   | Philadelphia 76ers * | Philadelphia 76ers * | Philadelphia 76ers * | 4                    | 3                    |                 |                 |  |  |            |            |            |  |
|  | 1                   | Philadelphia 76ers * |                      |                      |                      |                      |                 |                 |  |  |            |            |            |  |
|  | 3                   | Cincinnati Royals    | 1                    |                      |                      |                      |                 |                 |  |  |            |            |            |  |
|  | 3                   | Cincinnati Royals    | 1                    |                      | Philadelphia 76ers * | Philadelphia 76ers * | 4               |                 |  |  |            |            |            |  |
|  |                     |                      |                      |                      | Philadelphia 76ers * | Philadelphia 76ers * | 4               |                 |  |  |            |            |            |  |
|  |                     |                      | Boston Celtics       | Boston Celtics       | 1                    |                      |                 |                 |  |  |            |            |            |  |
|  | 4                   | N.Y. Knicks          | Boston Celtics       | Boston Celtics       | 1                    | 1                    |                 |                 |  |  |            |            |            |  |
|  | 4                   | N.Y. Knicks          |                      |                      |                      |                      |                 |                 |  |  |            |            |            |  |
|  | 2                   | Boston Celtics       | 3                    |                      |                      |                      |                 |                 |  |  |            |            |            |  |

Legenda
- * Vincitore Division
- "Grassetto" Vincitore serie
- "Corsivo" Squadra con fattore campo

## Eastern Division

### Semifinali

#### (1) Philadelphia 76ers - (3) Cincinnati Royals
RISULTATO FINALE: 3-1
| Filadelfia 21 marzo 1967 Gara 1 | Philadelphia 76ers | 116 – 120 (31-33, 26-30, 28-33, 31-24) referto | Cincinnati Royals | Philadelphia Convention Hall (5.097 spett.) |
| W. Chamberlain 41 Punti O. Robertson 33 W. Chamberlain , H. Greer 5 Assist O. Robertson 16 W. Chamberlain 22 Rimbalzi C. Dierking , J. Lucas 18 |                    |                                                |                   |                                             |
| |                    |                                                |                   |                                             |
| W. Chamberlain 41 | Punti              | O. Robertson 33                                |                   |                                             |
| W. Chamberlain, H. Greer 5 | Assist             | O. Robertson 16                                |                   |                                             |
| W. Chamberlain 22 | Rimbalzi           | C. Dierking, J. Lucas 18                       |                   |                                             |

| Cincinnati 22 marzo 1967 Gara 2                                                                                           | Cincinnati Royals | 102 – 123 (22-35, 27-23, 26-33, 27-32) referto | Philadelphia 76ers | Cincinnati Gardens (5.276 spett.) |
| O. Robertson 29 Punti W. Chamberlain 37 O. Robertson 9 Assist W. Chamberlain 11 C. Dierking 17 Rimbalzi W. Chamberlain 27 |                   |                                                |                    |                                   |
| |                   |                                                |                    |                                   |
| O. Robertson 29 | Punti             | W. Chamberlain 37                              |                    |                                   |
| O. Robertson 9 | Assist            | W. Chamberlain 11                              |                    |                                   |
| C. Dierking 17 | Rimbalzi          | W. Chamberlain 27                              |                    |                                   |

| Filadelfia 24 marzo 1967 Gara 3                                                                                   | Philadelphia 76ers | 121 – 106 (39-26, 25-23, 23-22, 34-35) referto | Cincinnati Royals | Philadelphia Convention Hall (8.987 spett.) |
| H. Greer 33 Punti O. Robertson 25 W. Chamberlain 19 Assist O. Robertson 13 W. Chamberlain 30 Rimbalzi J. Lucas 23 |                    |                                                |                   |                                             |
| |                    |                                                |                   |                                             |
| H. Greer 33 | Punti              | O. Robertson 25                                |                   |                                             |
| W. Chamberlain 19                                                                                                 | Assist             | O. Robertson 13                                |                   |                                             |
| W. Chamberlain 30                                                                                                 | Rimbalzi           | J. Lucas 23                                    |                   |                                             |

| Cincinnati 25 marzo 1967 Gara 4                                                                                | Cincinnati Royals | 94 – 112 (29-31, 27-34, 25-23, 13-24) referto | Philadelphia 76ers | Cincinnati Gardens (2.624 spett.) |
| H. Hairston 26 Punti H. Greer 30 O. Robertson 7 Assist W. Chamberlain 9 J. Lucas 25 Rimbalzi W. Chamberlain 27 |                   |                                               |                    |                                   |
| |                   |                                               |                    |                                   |
| H. Hairston 26                                                                                                 | Punti             | H. Greer 30                                   |                    |                                   |
| O. Robertson 7                                                                                                 | Assist            | W. Chamberlain 9                              |                    |                                   |
| J. Lucas 25 | Rimbalzi          | W. Chamberlain 27                             |                    |                                   |

PRECEDENTI IN REGULAR SEASON
| Regular Season 1966-67 | Philadelphia 76ers | 8 – 1 | Cincinnati Royals | Referto 1 - Referto 2 - Referto 3 - Referto 4, Referto 5 - Referto 6, Referto 7 - Referto 8 - Referto 9 |
| Cincinnati Royals 98 Philadelphia 76ers 134 Cincinnati Royals 111 Philadelphia 76ers 134 Philadelphia 76ers 110 Cincinnati Royals 106 Philadelphia 76ers 131 Philadelphia 76ers 127 Philadelphia 76ers 127 Punti 112 Philadelphia 76ers 110 Cincinnati Royals 106 Philadelphia 76ers 118 Cincinnati Royals 107 Cincinnati Royals 118 Philadelphia 76ers 123 Cincinnati Royals 118 Cincinnati Royals 107 Cincinnati Royals |                    | |                   | |
| |                    | |                   | |
| Cincinnati Royals 98 Philadelphia 76ers 134 Cincinnati Royals 111 Philadelphia 76ers 134 Philadelphia 76ers 110 Cincinnati Royals 106 Philadelphia 76ers 131 Philadelphia 76ers 127 Philadelphia 76ers 127 | Punti              | 112 Philadelphia 76ers 110 Cincinnati Royals 106 Philadelphia 76ers 118 Cincinnati Royals 107 Cincinnati Royals 118 Philadelphia 76ers 123 Cincinnati Royals 118 Cincinnati Royals 107 Cincinnati Royals |                   | |

PRECEDENTI NEI PLAYOFF
|  | Philadelphia 76ers (1965) | 1 – 2 | Cincinnati Royals (1963, 1964) |  |

#### (2) Boston Celtics - (4) New York Knicks
RISULTATO FINALE: 3-1
| Boston 21 marzo 1967 Gara 1                                                                            | Boston Celtics | 140 – 110 (34-28, 37-23, 32-30, 37-29) referto | N.Y. Knicks | Boston Garden (8.632 spett.) |
| S. Jones 38 Punti W. Reed 23 B. Russell 8 Assist D. Van Arsdale 8 B. Russell 23 Rimbalzi W. Bellamy 10 |                |                                                |             |                              |
| |                |                                                |             |                              |
| S. Jones 38                                                                                            | Punti          | W. Reed 23                                     |             |                              |
| B. Russell 8                                                                                           | Assist         | D. Van Arsdale 8                               |             |                              |
| B. Russell 23                                                                                          | Rimbalzi       | W. Bellamy 10                                  |             |                              |

| New York 25 marzo 1967 Gara 2                                                                     | N.Y. Knicks | 108 – 115 (25-15, 28-36, 28-37, 27-27) referto | Boston Celtics | Madison Square Garden III (10.009 spett.) |
| W. Reed 30 Punti S. Jones 26 H. Komives 6 Assist L. Siegfried 8 W. Reed 21 Rimbalzi B. Russell 18 |             |                                                |                |                                           |
|                                                                                                   |             |                                                |                |                                           |
| W. Reed 30                                                                                        | Punti       | S. Jones 26                                    |                |                                           |
| H. Komives 6                                                                                      | Assist      | L. Siegfried 8                                 |                |                                           |
| W. Reed 21                                                                                        | Rimbalzi    | B. Russell 18                                  |                |                                           |

| Boston 26 marzo 1967 Gara 3                                                                                     | Boston Celtics | 112 – 123 (26-27, 25-34, 26-38, 35-24) referto | N.Y. Knicks | Boston Garden (10.738 spett.) |
| J. Havlicek 29 Punti W. Reed 38 K.C. Jones 5 Assist H. Komives 5 B. Russell 24 Rimbalzi W. Bellamy , W. Reed 16 |                |                                                |             |                               |
| |                |                                                |             |                               |
| J. Havlicek 29                                                                                                  | Punti          | W. Reed 38                                     |             |                               |
| K.C. Jones 5 | Assist         | H. Komives 5                                   |             |                               |
| B. Russell 24                                                                                                   | Rimbalzi       | W. Bellamy, W. Reed 16                         |             |                               |

| New York 28 marzo 1967 Gara 4                                                                           | N.Y. Knicks | 109 – 118 (22-31, 35-29, 22-30, 30-28) referto | Boston Celtics | Madison Square Garden III (17.173 spett.) |
| F. Crawford 26 Punti S. Jones 51 F. Crawford 6 Assist K.C. Jones 7 W. Bellamy 20 Rimbalzi B. Russell 16 |             |                                                |                |                                           |
| |             |                                                |                |                                           |
| F. Crawford 26                                                                                          | Punti       | S. Jones 51                                    |                |                                           |
| F. Crawford 6                                                                                           | Assist      | K.C. Jones 7                                   |                |                                           |
| W. Bellamy 20                                                                                           | Rimbalzi    | B. Russell 16                                  |                |                                           |

PRECEDENTI IN REGULAR SEASON
| Regular Season 1966-67 | Boston Celtics | 9 – 0 | N.Y. Knicks | Referto 1 - Referto 2 - Referto 3 - Referto 4, Referto 5 - Referto 6, Referto 7 - Referto 8 - Referto 9 |
| New York Knicks 97 Boston Celtics 111 New York Knicks 109 New York Knicks 112 Boston Celtics 141 New York Knicks 114 Boston Celtics 122 New York Knicks 123 Boston Celtics 124 Punti 126 Boston Celtics 106 New York Knicks 120 Boston Celtics 114 Boston Celtics 106 New York Knicks 143 Boston Celtics 117 New York Knicks 140 Boston Celtics 113 New York Knicks |                | |             | |
| |                | |             | |
| New York Knicks 97 Boston Celtics 111 New York Knicks 109 New York Knicks 112 Boston Celtics 141 New York Knicks 114 Boston Celtics 122 New York Knicks 123 Boston Celtics 124 | Punti          | 126 Boston Celtics 106 New York Knicks 120 Boston Celtics 114 Boston Celtics 106 New York Knicks 143 Boston Celtics 117 New York Knicks 140 Boston Celtics 113 New York Knicks |             | |

PRECEDENTI NEI PLAYOFF
|  | Boston Celtics (1954, 1955) | 2 – 3 | N.Y. Knicks (1951, 1952, 1953) |  |

### Finale

#### (1) Philadelphia 76ers - (2) Boston Celtics
RISULTATO FINALE: 4-1
| Filadelfia 31 marzo 1967 Gara 1                                                                             | Philadelphia 76ers | 127 – 113 (32-26, 34-23, 28-31, 33-33) referto | Boston Celtics | Philadelphia Convention Hall (9.239 spett.) |
| H. Greer 39 Punti S. Jones 24 W. Chamberlain 13 Assist S. Jones 12 W. Chamberlain 32 Rimbalzi B. Russell 15 |                    |                                                |                |                                             |
| |                    |                                                |                |                                             |
| H. Greer 39                                                                                                 | Punti              | S. Jones 24                                    |                |                                             |
| W. Chamberlain 13                                                                                           | Assist             | S. Jones 12                                    |                |                                             |
| W. Chamberlain 32                                                                                           | Rimbalzi           | B. Russell 15                                  |                |                                             |

| Boston 2 aprile 1967 Gara 2                                                                                                | Boston Celtics | 102 – 107 (21-21, 37-34, 17-29, 27-23) referto | Philadelphia 76ers | Boston Garden (13.909 spett.) |
| J. Havlicek 26 Punti C. Walker 23 K.C. Jones 7 Assist W. Chamberlain , H. Greer 5 B. Russell 24 Rimbalzi W. Chamberlain 29 |                |                                                |                    |                               |
| |                |                                                |                    |                               |
| J. Havlicek 26 | Punti          | C. Walker 23                                   |                    |                               |
| K.C. Jones 7 | Assist         | W. Chamberlain, H. Greer 5                     |                    |                               |
| B. Russell 24 | Rimbalzi       | W. Chamberlain 29                              |                    |                               |

| Filadelfia 5 aprile 1967 Gara 3                                                                                | Philadelphia 76ers | 115 – 104 (24-26, 35-26, 25-29, 31-23) referto | Boston Celtics | Philadelphia Convention Hall (13.007 spett.) |
| H. Greer 30 Punti J. Havlicek 33 W. Chamberlain 9 Assist B. Russell 9 W. Chamberlain 41 Rimbalzi B. Russell 29 |                    |                                                |                |                                              |
| |                    |                                                |                |                                              |
| H. Greer 30 | Punti              | J. Havlicek 33                                 |                |                                              |
| W. Chamberlain 9                                                                                               | Assist             | B. Russell 9                                   |                |                                              |
| W. Chamberlain 41                                                                                              | Rimbalzi           | B. Russell 29                                  |                |                                              |

| Boston 9 aprile 1967 Gara 4                                                                                       | Boston Celtics | 121 – 117 (34-32, 32-28, 25-28, 30-29) referto | Philadelphia 76ers | Boston Garden (13.909 spett.) |
| S. Jones 32 Punti L. Jackson 29 L. Siegfried 11 Assist W. Chamberlain 10 B. Russell 28 Rimbalzi W. Chamberlain 22 |                |                                                |                    |                               |
| |                |                                                |                    |                               |
| S. Jones 32 | Punti          | L. Jackson 29                                  |                    |                               |
| L. Siegfried 11                                                                                                   | Assist         | W. Chamberlain 10                              |                    |                               |
| B. Russell 28 | Rimbalzi       | W. Chamberlain 22                              |                    |                               |

| Filadelfia 11 aprile 1967 Gara 5                                                                                  | Philadelphia 76ers | 140 – 116 (26-37, 39-33, 35-24, 40-22) referto | Boston Celtics | Philadelphia Convention Hall (13.007 spett.) |
| H. Greer 32 Punti J. Havlicek 38 W. Chamberlain 13 Assist L. Siegfried 8 W. Chamberlain 36 Rimbalzi B. Russell 21 |                    |                                                |                |                                              |
| |                    |                                                |                |                                              |
| H. Greer 32 | Punti              | J. Havlicek 38                                 |                |                                              |
| W. Chamberlain 13                                                                                                 | Assist             | L. Siegfried 8                                 |                |                                              |
| W. Chamberlain 36                                                                                                 | Rimbalzi           | B. Russell 21                                  |                |                                              |

PRECEDENTI IN REGULAR SEASON
| Regular Season 1966-67 | Philadelphia 76ers | 4 – 5 | Boston Celtics | Referto 1 - Referto 2 - Referto 3 - Referto 4, Referto 5 - Referto 6, Referto 7 - Referto 8 - Referto 9 |
| Philadelphia 76ers 138 Boston Celtics 105 Boston Celtics 117 Philadelphia 76ers 113 Boston Celtics 95 Philadelphia 76ers 106 Boston Celtics 113 Boston Celtics 113 Philadelphia 76ers 114 Punti 96 Boston Celtics 87 Philadelphia 76ers 103 Philadelphia 76ers 108 Boston Celtics 110 Philadelphia 76ers 118 Boston Celtics 112 Philadelphia 76ers 115 Philadelphia 76ers (1 t.s.) 116 Boston Celtics |                    | |                | |
| |                    | |                | |
| Philadelphia 76ers 138 Boston Celtics 105 Boston Celtics 117 Philadelphia 76ers 113 Boston Celtics 95 Philadelphia 76ers 106 Boston Celtics 113 Boston Celtics 113 Philadelphia 76ers 114 | Punti              | 96 Boston Celtics 87 Philadelphia 76ers 103 Philadelphia 76ers 108 Boston Celtics 110 Philadelphia 76ers 118 Boston Celtics 112 Philadelphia 76ers 115 Philadelphia 76ers (1 t.s.) 116 Boston Celtics |                | |

PRECEDENTI NEI PLAYOFF
|  | Philadelphia 76ers (1954, 1954, 1955, 1956) | 4 – 6 | Boston Celtics (1953, 1957, 1959, 1961, 1965, 1966) |  |

## Western Division

### Semifinali

#### (1) San Francisco Warriors - (3) Los Angeles Lakers
RISULTATO FINALE: 3-0
| Oakland 21 marzo 1967 Gara 1                                                                                         | S.F. Warriors | 124 – 108 (33-25, 32-20, 29-22, 30-41) referto | L.A. Lakers | Oakland–Alameda County Coliseum Arena (11.106 spett.) |
| J. King 22 Punti A. Clark 26 J. King , R. Barry 6 Assist A. Clark , D. Imhoff 4 N. Thurmond 20 Rimbalzi E. Baylor 12 |               |                                                |             |                                                       |
| |               |                                                |             |                                                       |
| J. King 22 | Punti         | A. Clark 26                                    |             |                                                       |
| J. King, R. Barry 6                                                                                                  | Assist        | A. Clark, D. Imhoff 4                          |             |                                                       |
| N. Thurmond 20 | Rimbalzi      | E. Baylor 12                                   |             |                                                       |

| Los Angeles 23 marzo 1967 Gara 2                                                                                              | L.A. Lakers | 102 – 113 (24-22, 18-29, 28-33, 32-29) referto | S.F. Warriors | Los Angeles Memorial Sports Arena (11.335 spett.) |
| A. Clark 24 Punti R. Barry 26 A. Clark , G. Goodrich , W. Hazzard 5 Assist N. Thurmond 7 D. Imhoff 10 Rimbalzi N. Thurmond 24 |             |                                                |               |                                                   |
| |             |                                                |               |                                                   |
| A. Clark 24 | Punti       | R. Barry 26                                    |               |                                                   |
| A. Clark, G. Goodrich, W. Hazzard 5                                                                                           | Assist      | N. Thurmond 7                                  |               |                                                   |
| D. Imhoff 10 | Rimbalzi    | N. Thurmond 24                                 |               |                                                   |

| Daly City 26 marzo 1967 Gara 3                                                                     | S.F. Warriors | 122 – 115 (36-26, 26-24, 30-40, 30-25) referto | L.A. Lakers | Cow Palace (5.845 spett.) |
| R. Barry 37 Punti E. Baylor 37 R. Barry 7 Assist W. Hazzard 8 N. Thurmond 21 Rimbalzi E. Baylor 18 |               |                                                |             |                           |
| |               |                                                |             |                           |
| R. Barry 37                                                                                        | Punti         | E. Baylor 37                                   |             |                           |
| R. Barry 7                                                                                         | Assist        | W. Hazzard 8                                   |             |                           |
| N. Thurmond 21                                                                                     | Rimbalzi      | E. Baylor 18                                   |             |                           |

PRECEDENTI IN REGULAR SEASON
| Regular Season 1966-67 | S.F. Warriors | 6 – 3 | L.A. Lakers | Referto 1 - Referto 2 - Referto 3 - Referto 4, Referto 5 - Referto 6, Referto 7 - Referto 8 - Referto 9 |
| San Francisco Warriors 132 Los Angeles Lakers 109 Los Angeles Lakers 118 San Francisco Warriors 130 San Francisco Warriors 122 Los Angeles Lakers 141 Los Angeles Lakers 129 San Francisco Warriors 136 San Francisco Warriors 120 Punti 93 Los Angeles Lakers 144 San Francisco Warriors 119 San Francisco Warriors 107 Los Angeles Lakers 91 Los Angeles Lakers 126 San Francisco Warriors 80 San Francisco Warriors 133 Los Angeles Lakers 125 Los Angeles Lakers |               | |             | |
| |               | |             | |
| San Francisco Warriors 132 Los Angeles Lakers 109 Los Angeles Lakers 118 San Francisco Warriors 130 San Francisco Warriors 122 Los Angeles Lakers 141 Los Angeles Lakers 129 San Francisco Warriors 136 San Francisco Warriors 120 | Punti         | 93 Los Angeles Lakers 144 San Francisco Warriors 119 San Francisco Warriors 107 Los Angeles Lakers 91 Los Angeles Lakers 126 San Francisco Warriors 80 San Francisco Warriors 133 Los Angeles Lakers 125 Los Angeles Lakers |             | |

PRECEDENTI NEI PLAYOFF

Si è trattata della prima sfida tra le due squadre ai playoff.

#### (2) St. Louis Hawks - (4) Chicago Bulls
RISULTATO FINALE: 3-0
| Saint Louis 21 marzo 1967 Gara 1 | St. Louis Hawks | 114 – 100 (27-21, 29-29, 31-28, 27-22) referto | Chicago Bulls | Kiel Auditorium (4.704 spett.) |
| L. Hudson 26 Punti B. Boozer , D. Kojis 18 L. Wilkens 6 Assist G. Rodgers , B. Clemens 2 B. Bridges , P. Silas 14 Rimbalzi B. Boozer 13 |                 |                                                |               |                                |
| |                 |                                                |               |                                |
| L. Hudson 26 | Punti           | B. Boozer, D. Kojis 18                         |               |                                |
| L. Wilkens 6 | Assist          | G. Rodgers, B. Clemens 2                       |               |                                |
| B. Bridges, P. Silas 14 | Rimbalzi        | B. Boozer 13                                   |               |                                |

| Chicago 23 marzo 1967 Gara 2                                                                                    | Chicago Bulls | 107 – 113 (26-35, 27-25, 34-19, 20-34) referto | St. Louis Hawks | International Amphitheatre (3.739 spett.) |
| B. Boozer 25 Punti L. Hudson 29 G. Rodgers 11 Assist R. Guerin 6 B. Boozer , D. Kojis 11 Rimbalzi B. Bridges 12 |               |                                                |                 |                                           |
| |               |                                                |                 |                                           |
| B. Boozer 25 | Punti         | L. Hudson 29                                   |                 |                                           |
| G. Rodgers 11                                                                                                   | Assist        | R. Guerin 6                                    |                 |                                           |
| B. Boozer, D. Kojis 11                                                                                          | Rimbalzi      | B. Bridges 12                                  |                 |                                           |

| Saint Louis 25 marzo 1967 Gara 3                                                                        | St. Louis Hawks | 119 – 106 (30-28, 35-32, 24-21, 30-25) referto | Chicago Bulls | Kiel Auditorium (7.018 spett.) |
| L. Wilkens 27 Punti M. McLemore 18 L. Wilkens 8 Assist G. Rodgers 5 B. Bridges 28 Rimbalzi B. Boozer 11 |                 |                                                |               |                                |
| |                 |                                                |               |                                |
| L. Wilkens 27                                                                                           | Punti           | M. McLemore 18                                 |               |                                |
| L. Wilkens 8                                                                                            | Assist          | G. Rodgers 5                                   |               |                                |
| B. Bridges 28                                                                                           | Rimbalzi        | B. Boozer 11                                   |               |                                |

PRECEDENTI IN REGULAR SEASON
| Regular Season 1966-67 | St. Louis Hawks | 5 – 4 | Chicago Bulls | Referto 1 - Referto 2 - Referto 3 - Referto 4, Referto 5 - Referto 6, Referto 7 - Referto 8 - Referto 9 |
| St. Louis Hawks 97 Chicago Bulls 134 St. Louis Hawks 107 St. Louis Hawks 97 Chicago Bulls 102 St. Louis Hawks 119 Chicago Bulls 98 St. Louis Hawks 122 Chicago Bulls 98 Punti 104 Chicago Bulls 102 St. Louis Hawks 99 Chicago Bulls 102 Chicago Bulls 103 St. Louis Hawks 111 Chicago Bulls 104 St. Louis Hawks 125 Chicago Bulls 111 St. Louis Hawks |                 | |               | |
| |                 | |               | |
| St. Louis Hawks 97 Chicago Bulls 134 St. Louis Hawks 107 St. Louis Hawks 97 Chicago Bulls 102 St. Louis Hawks 119 Chicago Bulls 98 St. Louis Hawks 122 Chicago Bulls 98 | Punti           | 104 Chicago Bulls 102 St. Louis Hawks 99 Chicago Bulls 102 Chicago Bulls 103 St. Louis Hawks 111 Chicago Bulls 104 St. Louis Hawks 125 Chicago Bulls 111 St. Louis Hawks |               | |

PRECEDENTI NEI PLAYOFF

Si è trattata della prima sfida tra le due squadre ai playoff.

### Finale

#### (1) San Francisco Warriors - (2) St. Louis Hawks
RISULTATO FINALE: 4-2
| Oakland 30 marzo 1967 Gara 1                                                                          | S.F. Warriors | 117 – 115 (40-25, 27-30, 32-28, 18-32) referto | St. Louis Hawks | Oakland–Alameda County Coliseum Arena (7.813 spett.) |
| R. Barry 38 Punti L. Hudson 36 J. Mullins 7 Assist L. Wilkens 6 N. Thurmond 14 Rimbalzi B. Bridges 21 |               |                                                |                 |                                                      |
| |               |                                                |                 |                                                      |
| R. Barry 38                                                                                           | Punti         | L. Hudson 36                                   |                 |                                                      |
| J. Mullins 7                                                                                          | Assist        | L. Wilkens 6                                   |                 |                                                      |
| N. Thurmond 14                                                                                        | Rimbalzi      | B. Bridges 21                                  |                 |                                                      |

| Oakland 1 aprile 1967 Gara 2                                                                         | S.F. Warriors | 143 – 136 (38-32, 27-33, 44-38, 34-33) referto | St. Louis Hawks | Oakland–Alameda County Coliseum Arena (12.337 spett.) |
| R. Barry 47 Punti B. Bridges 26 R. Barry 6 Assist L. Wilkens 9 N. Thurmond 17 Rimbalzi B. Bridges 22 |               |                                                |                 |                                                       |
| |               |                                                |                 |                                                       |
| R. Barry 47                                                                                          | Punti         | B. Bridges 26                                  |                 |                                                       |
| R. Barry 6                                                                                           | Assist        | L. Wilkens 9                                   |                 |                                                       |
| N. Thurmond 17                                                                                       | Rimbalzi      | B. Bridges 22                                  |                 |                                                       |

| Saint Louis 5 aprile 1967 Gara 3                                                                       | St. Louis Hawks | 115 – 109 (23-27, 30-31, 42-28, 20-23) referto | S.F. Warriors | Kiel Auditorium (8.042 spett.) |
| B. Bridges 25 Punti R. Barry 31 L. Wilkens 7 Assist J. Mullins 6 B. Bridges 32 Rimbalzi N. Thurmond 21 |                 |                                                |               |                                |
| |                 |                                                |               |                                |
| B. Bridges 25                                                                                          | Punti           | R. Barry 31                                    |               |                                |
| L. Wilkens 7                                                                                           | Assist          | J. Mullins 6                                   |               |                                |
| B. Bridges 32                                                                                          | Rimbalzi        | N. Thurmond 21                                 |               |                                |

| Saint Louis 8 aprile 1967 Gara 4                                                                           | St. Louis Hawks | 109 – 104 (30-29, 28-33, 27-21, 24-21) referto | S.F. Warriors | Kiel Auditorium (10.016 spett.) |
| J. Caldwell 24 Punti J. Mullins 40 L. Wilkens 11 Assist J. Mullins 4 B. Bridges 17 Rimbalzi N. Thurmond 21 |                 |                                                |               |                                 |
| |                 |                                                |               |                                 |
| J. Caldwell 24                                                                                             | Punti           | J. Mullins 40                                  |               |                                 |
| L. Wilkens 11                                                                                              | Assist          | J. Mullins 4                                   |               |                                 |
| B. Bridges 17                                                                                              | Rimbalzi        | N. Thurmond 21                                 |               |                                 |

| Oakland 10 aprile 1967 Gara 5                                                                        | S.F. Warriors | 123 – 102 (32-22, 30-23, 27-30, 34-27) referto | St. Louis Hawks | Oakland–Alameda County Coliseum Arena (10.311 spett.) |
| R. Barry 25 Punti R. Guerin 19 F. Hetzel 6 Assist L. Wilkens 7 N. Thurmond 27 Rimbalzi B. Bridges 17 |               |                                                |                 |                                                       |
| |               |                                                |                 |                                                       |
| R. Barry 25                                                                                          | Punti         | R. Guerin 19                                   |                 |                                                       |
| F. Hetzel 6                                                                                          | Assist        | L. Wilkens 7                                   |                 |                                                       |
| N. Thurmond 27                                                                                       | Rimbalzi      | B. Bridges 17                                  |                 |                                                       |

| Saint Louis 12 aprile 1967 Gara 6                                                                | St. Louis Hawks | 107 – 112 (39-21, 21-30, 20-34, 27-27) referto | S.F. Warriors | Kiel Auditorium (8.004 spett.) |
| Z. Beaty 28 Punti R. Barry 41 L. Wilkens 6 Assist R. Barry 5 Z. Beaty 16 Rimbalzi N. Thurmond 21 |                 |                                                |               |                                |
|                                                                                                  |                 |                                                |               |                                |
| Z. Beaty 28                                                                                      | Punti           | R. Barry 41                                    |               |                                |
| L. Wilkens 6                                                                                     | Assist          | R. Barry 5                                     |               |                                |
| Z. Beaty 16                                                                                      | Rimbalzi        | N. Thurmond 21                                 |               |                                |

PRECEDENTI IN REGULAR SEASON
| Regular Season 1966-67 | S.F. Warriors | 5 – 4 | St. Louis Hawks | Referto 1 - Referto 2 - Referto 3 - Referto 4, Referto 5 - Referto 6, Referto 7 - Referto 8 - Referto 9 |
| St. Louis Hawks 122 San Francisco Warriors 134 San Francisco Warriors 123 San Francisco Warriors 124 San Francisco Warriors 111 San Francisco Warriors 129 St. Louis Hawks 114 San Francisco Warriors 142 San Francisco Warriors 105 Punti 120 San Francisco Warriors 117 St. Louis Hawks 111 St. Louis Hawks 106 St. Louis Hawks 120 St. Louis Hawks 118 St. Louis Hawks 112 San Francisco Warriors 115 St. Louis Hawks 111 St. Louis Hawks |               | |                 | |
| |               | |                 | |
| St. Louis Hawks 122 San Francisco Warriors 134 San Francisco Warriors 123 San Francisco Warriors 124 San Francisco Warriors 111 San Francisco Warriors 129 St. Louis Hawks 114 San Francisco Warriors 142 San Francisco Warriors 105 | Punti         | 120 San Francisco Warriors 117 St. Louis Hawks 111 St. Louis Hawks 106 St. Louis Hawks 120 St. Louis Hawks 118 St. Louis Hawks 112 San Francisco Warriors 115 St. Louis Hawks 111 St. Louis Hawks |                 | |

PRECEDENTI NEI PLAYOFF
|  | S.F. Warriors (1964) | 1 – 0 | St. Louis Hawks |  |

## NBA Finals 1967

### Philadelphia 76ers - San Francisco Warriors
RISULTATO FINALE
|  | Philadelphia 76ers | 4 – 2 | S.F. Warriors |  |

PRECEDENTI IN REGULAR SEASON
| Regular Season 1966-67 | Philadelphia 76ers | 7 – 2 | S.F. Warriors | Referto 1 - Referto 2 - Referto 3 - Referto 4, Referto 5 - Referto 6, Referto 7 - Referto 8 - Referto 9 |
| Philadelphia 76ers 134 Philadelphia 76ers 140 San Francisco Warriors 114 Philadelphia 76ers 120 Philadelphia 76ers 140 Philadelphia 76ers 126 Philadelphia 76ers 136 San Francisco Warriors 110 San Francisco Warriors 145 Punti 129 San Francisco Warriors 123 San Francisco Warriors 116 Philadelphia 76ers 137 San Francisco Warriors 127 San Francisco Warriors 123 San Francisco Warriors 128 San Francisco Warriors 139 Philadelphia 76ers 131 Philadelphia 76ers |                    | |               | |
| |                    | |               | |
| Philadelphia 76ers 134 Philadelphia 76ers 140 San Francisco Warriors 114 Philadelphia 76ers 120 Philadelphia 76ers 140 Philadelphia 76ers 126 Philadelphia 76ers 136 San Francisco Warriors 110 San Francisco Warriors 145 | Punti              | 129 San Francisco Warriors 123 San Francisco Warriors 116 Philadelphia 76ers 137 San Francisco Warriors 127 San Francisco Warriors 123 San Francisco Warriors 128 San Francisco Warriors 139 Philadelphia 76ers 131 Philadelphia 76ers |               | |

PRECEDENTI NEI PLAYOFF
|  | Philadelphia 76ers (1950, 1951, 1952, 1957, 1961) | 5 – 4 | S.F. Warriors (1956, 1958, 1960, 1962) |  |

#### Roster
| \| Pos. \| Num. \| Naz. \| Nome \| Altezza \| Peso \| Data nascita \| Provenienza \| \| ---- \| ---- \| ---- \| ----------------- \| ------- \| ------ \| ------------ \| -------------- \| \| \| \| \| Bowman, Nate \| cm \| kg \| 19-03-1943 \| Wichita State \| \| C \| 13 \| \| Chamberlain, Wilt \| 216 cm \| 125 kg \| 21-08-1936 \| Kansas \| \| G \| 21 \| \| Costello, Larry \| 185 cm \| 84 kg \| 02-07-1931 \| Niagara \| \| A/C \| 32 \| \| Cunningham, Billy \| 198 cm \| 95 kg \| 03-06-1943 \| North Carolina \| \| A \| 20 \| \| Gambee, Dave \| 198 cm \| 98 kg \| 16-04-1937 \| Oregon State \| \| G/AP \| 15 \| \| Greer, Hal \| 188 cm \| 79 kg \| 26-06-1936 \| Marshall \| \| G/AP \| 14 \| \| Guokas, Matt \| 196 cm \| 79 kg \| 25-02-1944 \| Saint Joseph's \| \| A/C \| 54 \| \| Jackson, Lucious \| 206 cm \| 109 kg \| 31-10-1941 \| Texas-RGV \| \| G \| 24 \| \| Jones, Wali \| 188 cm \| 82 kg \| 14-02-1942 \| Villanova \| \| G \| 28 \| \| Melchionni, Bill \| 185 cm \| 75 kg \| 19-10-1944 \| Villanova \| \| G/AP \| 25 \| \| Walker, Chet \| 198 cm \| 96 kg \| 22-02-1940 \| Bradley \| \| G \| 12 \| \| Weiss, Bob \| 188 cm \| 82 kg \| 07-05-1942 \| Penn State \| | Allenatore - Alex Hannum Assistente/i - Al Domenico Legenda - (C) Capitano - (FA) Free agent - (S) Sospeso - (TW) Contratto Two-way - (GL) Assegnato a squadra G League affiliata - Infortunato Roster • Transazioni · Ultima transazione: 3 maggio 1967 |                        |                   |         |        |              |                |
| Pos. | Num. | Naz.                   | Nome              | Altezza | Peso   | Data nascita | Provenienza    |
| | | Stati Uniti (bandiera) | Bowman, Nate      | cm      | kg     | 19-03-1943   | Wichita State  |
| C | 13 | Stati Uniti (bandiera) | Chamberlain, Wilt | 216 cm  | 125 kg | 21-08-1936   | Kansas         |
| G | 21 | Stati Uniti (bandiera) | Costello, Larry   | 185 cm  | 84 kg  | 02-07-1931   | Niagara        |
| A/C | 32 | Stati Uniti (bandiera) | Cunningham, Billy | 198 cm  | 95 kg  | 03-06-1943   | North Carolina |
| A | 20 | Stati Uniti (bandiera) | Gambee, Dave      | 198 cm  | 98 kg  | 16-04-1937   | Oregon State   |
| G/AP | 15 | Stati Uniti (bandiera) | Greer, Hal        | 188 cm  | 79 kg  | 26-06-1936   | Marshall       |
| G/AP | 14 | Stati Uniti (bandiera) | Guokas, Matt      | 196 cm  | 79 kg  | 25-02-1944   | Saint Joseph's |
| A/C | 54 | Stati Uniti (bandiera) | Jackson, Lucious  | 206 cm  | 109 kg | 31-10-1941   | Texas-RGV      |
| G | 24 | Stati Uniti (bandiera) | Jones, Wali       | 188 cm  | 82 kg  | 14-02-1942   | Villanova      |
| G | 28 | Stati Uniti (bandiera) | Melchionni, Bill  | 185 cm  | 75 kg  | 19-10-1944   | Villanova      |
| G/AP | 25 | Stati Uniti (bandiera) | Walker, Chet      | 198 cm  | 96 kg  | 22-02-1940   | Bradley        |
| G | 12 | Stati Uniti (bandiera) | Weiss, Bob        | 188 cm  | 82 kg  | 07-05-1942   | Penn State     |

| \| Pos. \| Num. \| Naz. \| Nome \| Altezza \| Peso \| Data nascita \| Provenienza \| \| ---- \| ---- \| ---- \| -------------- \| ------- \| ------ \| ------------ \| ------------------ \| \| G \| 16 \| \| Attles, Al \| 183 cm \| 79 kg \| 07-11-1936 \| North Carolina A&T \| \| A \| 24 \| \| Barry, Rick \| 201 cm \| 93 kg \| 28-03-1944 \| Miami (FL) \| \| G/AP \| 31 \| \| Ellis, Joe \| 198 cm \| 79 kg \| 03-05-1944 \| San Francisco \| \| A/C \| 44 \| \| Hetzel, Fred \| 203 cm \| 100 kg \| 21-07-1942 \| Davidson \| \| G \| 21 \| \| King, Jim \| 188 cm \| 79 kg \| 07-02-1941 \| Tulsa \| \| A/C \| 43 \| \| Lee, Clyde \| 208 cm \| 93 kg \| 14-03-1944 \| Vanderbilt \| \| G/AP \| 9 \| \| Lee, George \| 193 cm \| 91 kg \| 23-11-1936 \| Michigan \| \| A \| 14 \| \| Meschery, Tom \| 198 cm \| 98 kg \| 26-10-1938 \| Saint Mary's \| \| G/AP \| 23 \| \| Mullins, Jeff \| 193 cm \| 86 kg \| 18-03-1942 \| Duke \| \| G \| 15 \| \| Neumann, Paul \| 185 cm \| 79 kg \| 30-01-1938 \| Stanford \| \| A/C \| 13 \| \| Olsen, Bud \| 203 cm \| 100 kg \| 25-07-1940 \| Louisville \| \| A/C \| 42 \| \| Thurmond, Nate \| 211 cm \| 102 kg \| 25-07-1941 \| Bowling Green \| \| G/AP \| 11 \| \| Warlick, Bob \| 196 cm \| 91 kg \| 20-03-1941 \| Pepperdine \| | Allenatore - Bill Sharman Assistente/i - George Lee - Don Watkins Legenda - (C) Capitano - (FA) Free agent - (S) Sospeso - (TW) Contratto Two-way - (GL) Assegnato a squadra G League affiliata - Infortunato Roster • Transazioni · Ultima transazione: 25 maggio 1967 |                        |                |         |        |              |                    |
| Pos. | Num. | Naz.                   | Nome           | Altezza | Peso   | Data nascita | Provenienza        |
| G | 16 | Stati Uniti (bandiera) | Attles, Al     | 183 cm  | 79 kg  | 07-11-1936   | North Carolina A&T |
| A | 24 | Stati Uniti (bandiera) | Barry, Rick    | 201 cm  | 93 kg  | 28-03-1944   | Miami (FL)         |
| G/AP | 31 | Stati Uniti (bandiera) | Ellis, Joe     | 198 cm  | 79 kg  | 03-05-1944   | San Francisco      |
| A/C | 44 | Stati Uniti (bandiera) | Hetzel, Fred   | 203 cm  | 100 kg | 21-07-1942   | Davidson           |
| G | 21 | Stati Uniti (bandiera) | King, Jim      | 188 cm  | 79 kg  | 07-02-1941   | Tulsa              |
| A/C | 43 | Stati Uniti (bandiera) | Lee, Clyde     | 208 cm  | 93 kg  | 14-03-1944   | Vanderbilt         |
| G/AP | 9 | Stati Uniti (bandiera) | Lee, George    | 193 cm  | 91 kg  | 23-11-1936   | Michigan           |
| A | 14 | Stati Uniti (bandiera) | Meschery, Tom  | 198 cm  | 98 kg  | 26-10-1938   | Saint Mary's       |
| G/AP | 23 | Stati Uniti (bandiera) | Mullins, Jeff  | 193 cm  | 86 kg  | 18-03-1942   | Duke               |
| G | 15 | Stati Uniti (bandiera) | Neumann, Paul  | 185 cm  | 79 kg  | 30-01-1938   | Stanford           |
| A/C | 13 | Stati Uniti (bandiera) | Olsen, Bud     | 203 cm  | 100 kg | 25-07-1940   | Louisville         |
| A/C | 42 | Stati Uniti (bandiera) | Thurmond, Nate | 211 cm  | 102 kg | 25-07-1941   | Bowling Green      |
| G/AP | 11 | Stati Uniti (bandiera) | Warlick, Bob   | 196 cm  | 91 kg  | 20-03-1941   | Pepperdine         |

#### Risultati
| Arbitri: | Earl Strom Richie Powers |

|                                                                |            |                                                                          |
| H. Greer 32                                                    | Punti      | R. Barry 37                                                              |
| W. Chamberlain 10                                              | Assist     | R. Barry 7                                                               |
| W. Chamberlain 33                                              | Rimbalzi   | N. Thurmond 31                                                           |
| Chamberlain, Cunningham, Greer, Guokas, Jackson, Jones, Walker | Formazioni | Attles, Barry, Hetzel, King, Meschery, Mullins, Neumann, Olsen, Thurmond |

| Arbitri: | Mendy Rudolph Norm Drucker |

|                                                                               |            |                                                                                               |
| H. Greer 30                                                                   | Punti      | R. Barry 30                                                                                   |
| W. Chamberlain 10                                                             | Assist     | J. King 6                                                                                     |
| W. Chamberlain 38                                                             | Rimbalzi   | N. Thurmond 29                                                                                |
| Chamberlain, Cunningham, Gambee, Greer, Guokas, Jackson, Jones, Walker, Weiss | Formazioni | Attles, Barry, Ellis, Hetzel, King, Lee, Meschery, Mullins, Neumann, Olsen, Thurmond, Warlick |

| Arbitri: | Earl Strom John Vanak |

|                                                                |            |                                                                        |
| R. Barry 55                                                    | Punti      | W. Chamberlain 26                                                      |
| J. King 6                                                      | Assist     | W. Jones 7                                                             |
| N. Thurmond 25                                                 | Rimbalzi   | W. Chamberlain 26                                                      |
| Attles, Barry, King, Lee, Meschery, Mullins, Neumann, Thurmond | Formazioni | Chamberlain, Cunningham, Gambee, Greer, Guokas, Jackson, Jones, Walker |

| Arbitri: | Mendy Rudolph Joe Gushue |

|                                                                |            |                                                                |
| R. Barry 43                                                    | Punti      | H. Greer 38                                                    |
| N. Thurmond 5                                                  | Assist     | W. Chamberlain 8                                               |
| N. Thurmond 25                                                 | Rimbalzi   | W. Chamberlain 27                                              |
| Attles, Barry, King, Lee, Meschery, Mullins, Neumann, Thurmond | Formazioni | Chamberlain, Cunningham, Greer, Guokas, Jackson, Jones, Walker |

| Arbitri: | Mendy Rudolph Norm Drucker |

|                                                                        |            |                                                                        |
| C. Walker 25                                                           | Punti      | R. Barry 36                                                            |
| H. Greer 7                                                             | Assist     | A. Attles 6                                                            |
| W. Chamberlain 24                                                      | Rimbalzi   | N. Thurmond 28                                                         |
| Chamberlain, Cunningham, Gambee, Greer, Guokas, Jackson, Jones, Walker | Formazioni | Attles, Barry, Hetzel, King, Lee, Meschery, Mullins, Neumann, Thurmond |

| Arbitri: | Earl Strom John Vanak |

|                                                                        |            |                                                                        |
| R. Barry 44                                                            | Punti      | W. Jones 27                                                            |
| J. King 7                                                              | Assist     | H. Greer 7                                                             |
| N. Thurmond 22                                                         | Rimbalzi   | W. Chamberlain 23                                                      |
| Attles, Barry, Hetzel, King, Lee, Meschery, Mullins, Neumann, Thurmond | Formazioni | Chamberlain, Cunningham, Gambee, Greer, Guokas, Jackson, Jones, Walker |

| Campione NBA 1967            |
| ---------------------------- |
| Philadelphia 76ers 2º titolo |

#### Hall of famer
| NBA Finals | Atleta           | Squadra            | Anno |              |
| ---------- | ---------------- | ------------------ | ---- | ------------ |
| Giocatore  | Wilt Chamberlain | Philadelphia 76ers | 1979 | Giocatore    |
| Giocatore  | Billy Cunningham | Philadelphia 76ers | 1986 | Giocatore    |
| Giocatore  | Hal Greer        | Philadelphia 76ers | 1982 | Giocatore    |
| Giocatore  | Chet Walker      | Philadelphia 76ers | 2012 | Giocatore    |
| Allenatore | Alex Hannum      | Philadelphia 76ers | 1998 | Allenatore   |
| Giocatore  | Al Attles        | S.F. Warriors      | 2019 | Contributore |
| Giocatore  | Rick Barry       | S.F. Warriors      | 1987 | Giocatore    |
| Giocatore  | Nate Thurmond    | S.F. Warriors      | 1985 | Giocatore    |
| Allenatore | Bill Sharman     | S.F. Warriors      | 2004 | Allenatore   |

## Squadra vincitrice
| N° | Naz.                   | Ruolo | Sportivo         |  | Alt. |  |
| -- | ---------------------- | ----- | ---------------- |  | ---- |  |
| 12 | Stati Uniti (bandiera) | P     | Bob Weiss        |  | 188  |  |
| 13 | Stati Uniti (bandiera) | C     | Wilt Chamberlain |  | 216  |  |
| 14 | Stati Uniti (bandiera) | AP    | Matt Guokas      |  | 196  |  |
| 15 | Stati Uniti (bandiera) | P     | Hal Greer        |  | 188  |  |
| 20 | Stati Uniti (bandiera) | AP    | Dave Gambee      |  | 197  |  |
| 21 | Stati Uniti (bandiera) | P     | Larry Costello   |  | 185  |  |
| 24 | Stati Uniti (bandiera) | P     | Wali Jones       |  | 188  |  |
| 25 | Stati Uniti (bandiera) | G     | Chet Walker      |  | 198  |  |
| 28 | Stati Uniti (bandiera) | G     | Bill Melchionni  |  | 185  |  |
| 32 | Stati Uniti (bandiera) | G     | Billy Cunningham |  | 198  |  |
| 54 | Stati Uniti (bandiera) | AG    | Lucious Jackson  |  | 206  |  |
|    | Stati Uniti (bandiera) | All.  | Alex Hannum      |  |      |  |

## Statistiche
Aggiornate al 23 agosto 2021.
| Categoria | Singola prestazione | Singola prestazione | Singola prestazione | Media            | Media              | Media | Media |
| Categoria | Giocatore           | Squadra             | Max                 | Giocatore        | Squadra            | Media | PG    |
| --------- | ------------------- | ------------------- | ------------------- | ---------------- | ------------------ | ----- | ----- |
| Punti     | Rick Barry          | S.F. Warriors       | 55                  | Rick Barry       | S.F. Warriors      | 34,7  | 15    |
| Rimbalzi  | Wilt Chamberlain    | Philadelphia 76ers  | 41                  | Wilt Chamberlain | Philadelphia 76ers | 29,1  | 15    |
| Assist    | Wilt Chamberlain    | Philadelphia 76ers  | 19                  | Oscar Robertson  | Cincinnati Royals  | 11,2  | 4     |